# Earl of Yarborough

Wappen der Earls of Yarborough

Earl of Yarborough ist ein erblicher britischer Adelstitel in der Peerage of the United Kingdom.
Familiensitz der Earls ist Brocklesby House bei Immingham in Lincolnshire.

## Verleihung, nachgeordnete und weitere Titel
Der Titel wurde am 30. Januar 1837 für den ehemaligen Unterhausabgeordneten Charles Anderson-Pelham, 2. Baron Yarborough geschaffen. Zusammen mit der Earlswürde wurde ihm der nachgeordnete Titel Baron Worsley, of Appuldurcombe on the Isle of Wight, verliehen. Er hatte 1823 von seinem gleichnamigen Vater den Titel Baron Yarborough, of Yarborough in the County of Lincoln, geerbt, der diesem am 13. August 1794 in der Peerage of Great Britain verliehen worden war.
Sein Urenkel, der 4. Earl, verkürzte 1905 mit königlicher Lizenz den Familiennamen von „Anderson-Pelham“ zu „Pelham“. Er war verheiratet mit Marcia Lane-Fox, der 1892 der Titel 13. Baroness Conyers und 1903 auch der Titel 7. Baroness Fauconberg bestätigt wurden, die sich beide bis dahin in Abeyance befunden hatten. Der zweite und älteste überlebende Sohn des Paares, erbte 1926 die beiden Titel seiner Mutter und 1936 auch die seines Vaters als 5. Earl of Yarborough. Da der 5. Earl keine Söhne hatte, fielen bei seinem Tod 1948 die Titel Baron Conyers und Baron Fauconberg in Abeyance zwischen seinen beiden Töchtern, während sein jüngerer Bruder die übrigen Titel als 6. Earl of Yarborough erbte. Heutiger Titelinhaber seit 1991 dessen Enkel als 8. Earl.

## Liste der Barone und Earls of Yarborough

### Barone Yarborough (1794)
- Charles Anderson-Pelham, 1. Baron Yarborough (1749–1823)
- Charles Anderson-Pelham, 2. Baron Yarborough (1781–1846) (1837 zum Earl of Yarborough erhoben)

### Earls of Yarborough (1837)
- Charles Anderson-Pelham, 1. Earl of Yarborough (1781–1846)
- Charles Anderson-Pelham, 2. Earl of Yarborough (1809–1862)
- Charles Anderson-Pelham, 3. Earl of Yarborough (1835–1875)
- Charles Pelham, 4. Earl of Yarborough (1859–1936)
- Sackville Pelham, 5. Earl of Yarborough (1888–1948)
- Marcus Pelham, 6. Earl of Yarborough (1893–1966)
- John Pelham, 7. Earl of Yarborough (1920–1991)
- Charles Pelham, 8. Earl of Yarborough (* 1963)

Titelerbe (Heir apparent) ist der älteste Sohn des aktuellen Earls, George John Sackville Pelham, Lord Worsley (* 1990).